# Подсолнечниковая огнёвка
Подсолнечниковая огнёвка, или подсолнечниковая моль, или подсолнечная метлица (Homoeosoma nebulella) — бабочка семейства огнёвок. 

## Описание
Крылья в размахе 20—27 мм. Гусеница серая, с жёлто-бурой головой, тремя продольными полосами на спинной стороне и чёрными дыхальцами. Длина тела составляет 15—16 мм. Кормовые растения гусениц: бодяк обыкновенный, якобея обыкновенная, пижма обыкновенная и нивяник обыкновенный.

## Распространение
Вид распространён в Европе и западной половине Азии.

## Размножение
Вылет начинается ранним летом (сильно растянут), активны в сумерках. Яйца откладывают по одному на соцветия сложноцветных, в т. ч. подсолнечника. Гусеницы зимуют последнем возрасте, окукливание весной. На подсолнечнике гусеницы первых двух возрастов питаются пыльцой, цветками, а начиная с 3-го возраста — ядрами семянок, краями обёртки и мякотью донца корзинок, которые при дождевой погоде загнивают.